# Camille Pleyel
Joseph Etienne Camille Pleyel (18 de diciembre de 1788 - 4 de mayo de 1855) fue un pianista virtuoso francés y dueño de la Firma de Fabricación de Pianos Pleyel.
Hijo menor de Ignace Joseph Pleyel, estudió con Jan Dussek. Se convirtió en socio de su padre en 1815 y luego dueño de la firma a la muerte de aquel. La Maison Pleyel acogió a los talentos mayores de su época e fue innovadora en la perfección de sus instrumentos. Proporcionó los pianos a Frédéric Chopin. Uno de estos instrumentos fue el pianino que envió a Mallorca en 1838 y que en la actualidad está expuesto en la celda 4 de la Cartuja de Valdemosa. Construyó una moderna sala de conciertos, la Salle Pleyel, en la que Chopin tocó el primero y el último de sus conciertos en París. Dicha sala también acogió a otros grandes músicos de la Ciudad Luz.
- Datos: Q1630994
- Multimedia: Camille Pleyel / Q1630994